# 668
Cette page concerne l'année 668  du calendrier julien. Pour l'année 668 av. J.-C., voir 668 av. J.-C.
L'année 668 est une année bissextile qui commence un samedi.

## Événements
- Janvier-février :  Tenji (626-672), est intronisé empereur du Japon à Ōtsu[1]. Il organise le premier recensement de la population, standardise le registre des familles nobles et établit un code juridique en vingt-deux volumes (code d’Ômi)
- 26 mars : le moine grec Théodore de Tarse est sacré par le pape Vitalien archevêque de Cantorbéry. Il est envoyé en mission en Angleterre avec le moine africain Adrien pour s’occuper de l’école cathédrale de Cantorbéry et de l’école monastique de Saint-Pierre-Saint-Paul. Théodore reste archevêque de Cantorbéry jusqu'en 690. Il réorganise l’Église anglaise selon les principes pontificaux[2].
- 15 juillet :
  - révolte en Sicile. Constant II, empereur byzantin, est assassiné à Syracuse dans son bain par un officier du Palais. Les conspirateurs élisent empereur un Arménien nommé Mizize (Mezezius ou Mecetius). En apprenant cette usurpation, le fils de Constant II Constantin Pogonate rassemble ses forces pour une expédition contre la Sicile. Mecetius est déposé et tué au printemps suivant[3].
  - début du règne de Constantin IV Pogonate, reconnu empereur byzantin à Constantinople (fin en 685). Après avoir réprimé l'insurrection des troupes de Sicile, il rompt avec la politique de son père et reporte son effort vers l’Orient.
- Novembre, trois Royaumes de Corée : le roi de Silla réunifie la Corée avec l'aide de la Chine dont il reconnaît la suzeraineté, en faisant la conquête du royaume de Koguryŏ[4]. Début de la période Silla. La Chine établit à Pyongyang jusqu'en 676 un Protectorat général pour pacifier l'Est sur les territoires du Koguryŏ[5].

- Début du règne de Mahendravarman II, roi des Pallava de Kanchi, en Inde (668-672)[6].

## Décès en 668
- 15 juillet : Constant II, empereur byzantin[7].
- 22 juillet : Saint Wandrille, moine et fondateur d'abbaye.

- Brahmagupta, mathématicien indien.